# Anastasia Scheljaskowa

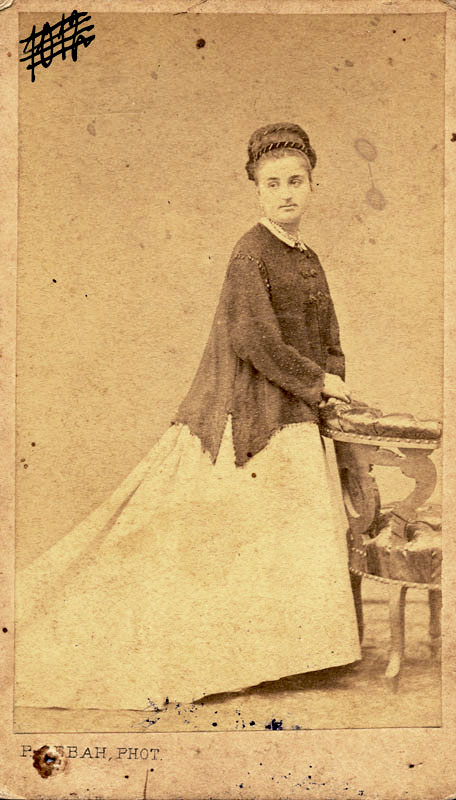
Anastasia Scheljaskowa

Anastasia Tswjatkowa Scheljaskowa (bulgarisch Анастасия Цвяткова Желязкова; * 1845 in Edirne, Osmanisches Reich; † 1931 in Warna, Zarentum Bulgarien; geborene Anastasia Tswjatkowa Uzunowa) war eine bulgarische Wohltäterin, Lehrerin, Esoterikerin und Übersetzerin aus dem Französischen.

## Leben
Anastasia Uzunowa wurde in der Familie von Tswjatko Uzunow, einem Kaufmann aus Kopriwschtiza, hineingeboren. Sie studierte an einer griechischen und franzosischen Schule in Konstantinopel. 1869 war sie Lehrerin in Kalofer und von 1871 bis 1876 in Plowdiw. In Plowdiw lernte sie einen Arzt aus Widin, Mladen Scheljaskow, kennen und heiratete ihn. Als der Russisch-Türkischer Krieg erklärt wurde, flohen sie nach Russland. Nach der Befreiung ließen sie sich in Widin nieder, wo sie einen Frauenverein gründete. 1879 arbeitete sie mit der Zeitung „Jahrhundert“ (bulg. Век) zusammen und schrieb das „Abecedarium der französischen Sprache“ (bulg. Буквар на френския език), herausgegeben von Christo G. Danow. Nach großem Familienunglück – dem Verlust mehrerer Kinder – verließen sie die Stadt; 1890 wurde ihr Mann zum Stadtarzt von Warna ernannt. Sie hatten zwei Kinder.
Anastasia Scheljaskowa war eine der ersten Schülerinnen von Petar Danow. Sie studierte spirituelle und theosophische Literatur (Dimitar Golow nannte sie in seinem Bericht von 1906 „eine berühmte Spiritualistin“), sie übersetzte französische Bücher von Camille Flammarion und Charles Leadbeater. Sie schrieb auch kleine spirituelle Artikel. 
Sie war eine Person, die Nächstenliebe, Mystik und öffentlichen Mut auf einzigartige Weise verband. Über sie schrieb Petar Danow: „Unsere Schwester will die Welt und Gott zufriedenstellen, den beiden dienen.“
Sie starb 1931 in Warna.